# ホルムホンFC
ホルムホンFC（英: Khoromkhon Football Club、モンゴル語: Хоромхон клуб）は、モンゴルのサッカークラブである。
モンゴル・ナショナルプレミアリーグに所属。創設当初は「ヘイニケン」という名であったが、2003年に現在の「ホルムホン」に改称した。ホームタウンはウランバートル。

## 歴代所属選手
- オユンバートル・オトゴンバヤル（英語版）
- ツェンドアユシュ・フレルバートル（英語版） 2006-2017
- ナランボルド・ニャムオソル（英語版） 2008-2016
- バルジンニャム・バトボルド（英語版） 2011-2017
- ガンバヤル・ガンボルド（英語版） 2015-2016
- 長谷川務 2017
- 田原雅也 2019-
- 伊津野有盛 2019-
- 渡邉宰 2021-
- 宮下登誠 2021-

## 成績
- モンゴル・ナショナルプレミアリーグ
  - 優勝：2005，2014
  - 準優勝：2004，2008，2012
- モンゴル・カップ
  - 準優勝：2006
- Borgio Cup
  - 優勝：2012